# Spelaeanthus
Spelaeanthus,  rod gesnerijevki iz podtribusa Loxocarpinae, dio tribusa Trichosporeae Sastoji se od dvije vrste sa Malajskog poluotoka i Vijetnama.. 
Rod je opisan u Beitrage zur Biologie der Pflanzen 70(2–3): 400. 1997[1998]. 

## Etimologija
Ime roda dolazi od σπηλαιον, spēlaion = špilja, i ανθος, anthos = cvijet; “špiljski cvijet”.

## Opis
To su male saksikolne biljke. Stručak tanak, do 10 cm dug, uzdižući, s dugim ljepljivim dlačicama. Listovi nasuprotni, oni u paru podjednaki, labavo čupavi, peteljkasti, lamina jajolika, na rubu nazubljeni s tupim zupcima, sivozeleni, s ljepljivim dlačicama. Cyme s tankom peteljkom i nekoliko do mnogo parova cvjetova. Čašičasti listovi slobodni do baze. Vjenčić malen, čisto bijel, u obliku plitke zdjele. Prašnika 2, zatvorena unutar vjenčića. Ovarij stožast. Nektarija nema. Čahura ravna do blago uvijena, tankih stijenki. Sjeme s mrežastim sjemenkama. Broj kromosoma: 2n = 16.

## Vrste
1. Spelaeanthus chinii Kiew, A.Weber & B.L.Burtt
2. Spelaeanthus vietnamensis D.J.Middleton; otkrivena 2023. [4]